# Algeria ai Giochi della XXV Olimpiade
L'Algeria partecipò ai Giochi della XXV Olimpiade, svoltisi a Barcellona, Spagna, dal 25 luglio al 9 agosto 1992, con una delegazione di 35 atleti impegnati in sette discipline.

## Medaglie
| Medaglia | Atleta            | Sport            | Evento           |
| -------- | ----------------- | ---------------- | ---------------- |
| Oro      | Hassiba Boulmerka | Atletica leggera | 1500 m femminili |
| Bronzo   | Hocine Soltani    | Pugilato         | Pesi piuma       |